# Deinopa helle
Deinopa helle là một loài bướm đêm trong họ Erebidae.